# Princezna a písař
Princezna a písař je česká televizní pohádka režiséra Karla Janáka. Scénář napsal Rudolf Merkner. Premiérově byla pohádka vysílána 24. prosince 2014 na stanici ČT1 jako štědrovečerní pohádka České televize a její průměrná sledovanost činila 2,046 milionu diváků, což představuje podíl 51 %. Stala se tak nejsledovanějším pořadem vysílaným v tento den na českých televizních stanicích.
Film byl natáčen na začátku roku 2014 na hradech Marksburg a Velhartice, v Martinickém paláci na Hradčanech v Praze, v Průrvě Ploučnice a na řekách Litavce a Svitavce.

## Příběh
Student písařství Janek a princezna Amálka mají oba dva hlavy plné různých vylomenin a žertíků. Na hradě se schyluje k velkému plesu a uprostřed příprav přijede výprava z cizích zemí v čele se třemi urozenými muži, Dietrichem, Ludvíkem a Stachem. Trojice požádá krále, aby na noc uložil jejich truhlu do královské pokladnice. Zodpovědnost za její ochranu je svěřena Jankovi, avšak truhlice přes noc beze stopy zmizí. Jankovi hrozí, že by mohl přijít o život, a proto se dává na útěk. Následuje jej princezna, kterou si Dietrich usmyslel pojmout za svou ženu jako náhradu za ztracený poklad, ovšem Amálka cítí, že to není dobrý člověk. Pronásledovatelé jsou jim neustále v patách a Amálka s Jankem se musí spoléhat jeden na druhého, přičemž láska na sebe nenechá dlouho čekat.

## Obsazení a postavy
| Matouš Ruml     | Janek, student písařství          |
| Monika Timková  | princezna Amálka                  |
| Maroš Kramár    | Dietrich                          |
| Jiří Bartoška   | král                              |
| Petr Nárožný    | Scapani, královský rádce a učitel |
| Jiří Hána       | Ludvík                            |
| Radim Kalvoda   | Herkul, velitel královské stráže  |
| Norbert Lichý   | Stach                             |
| Barbora Srncová | Marie, Jankova matka              |
| Jiří Dvořák     | Přibík, Jankův otec               |

## Recenze
- Jan Jaroš, Kultura21.cz